# Marc-Aurèle de Foy Suzor-Coté
Pour les articles homonymes, voir Suzor.

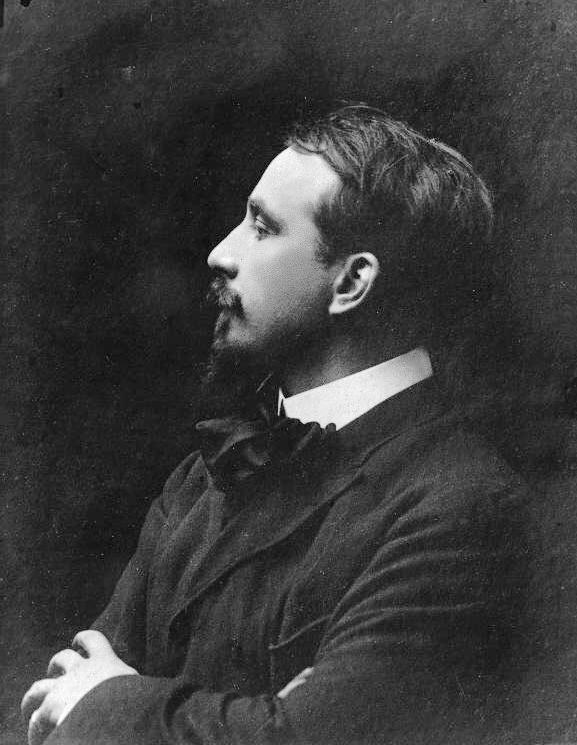
Marc-Aurèle de Foy Suzor-Coté, photographie anonyme, Montréal, musée McCord.

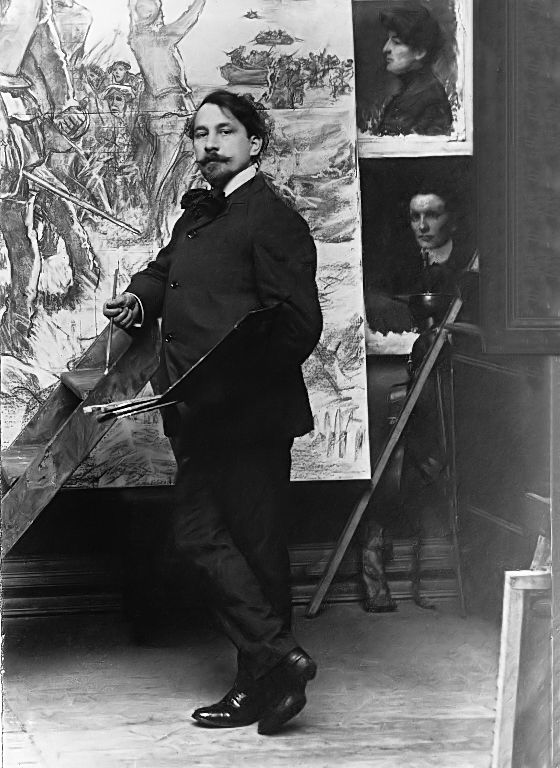
Marc-Aurèle de Foy Suzor-Coté dans son atelier, photographie anonyme, Montréal, musée McCord.

Marc-Aurèle de Foy Suzor-Coté, né Hypolite Wilfrid Marc-Aurèle Côté le 6 avril 1869 à Arthabaska (aujourd'hui Victoriaville), et mort le 29 janvier 1937 à Daytona Beach, est un peintre et un sculpteur québécois.

## Biographie
Il est le fils de Théophile Coté et de Marie-Céline-Adéline Suzor. La mère de Marie-Céline-Adéline Suzor est une de Foy. Suzor-Coté a cinq frères et deux sœurs. Son père, notaire, désirait à l'origine faire de lui l'héritier de son étude. Suzor-Coté étudie au Collège des Frères du Sacré-Cœur à Arthabaska. Il y rencontre le frère Clépotien, un Français avec une importante formation artistique. Il enseigne à Suzor-Coté le dessin et le mélange des couleurs. Il devient la révélation de l'école à un concours de fin d'année où il présente un portrait au crayon de son père. À ses douze ans, il reçoit le 1er prix de lecture française, le 2e prix de calligraphie, le 1er prix de chant, le 1er prix de fanfare et le 1er accessit de composition française et de lecture anglaise. Suzor-Coté imagine un paysage lors de l'exécution d'un premier essai en peinture vers 1883. À 15 ans, il peint Poussins sortant de leur coquille à partir d'une chromolithographie. Avant de quitter son village en 1887, Suzor-Coté décore les murs de l'église. En parallèle, Suzor-Coté est aussi attiré par la musique. Il apprend le piano et devient chantre à la chapelle d'Arthabaska.

### Formation
À ses 18 ans, Théophile Côté accepte de laisser son fils aller à Montréal pour travailler dans la peinture. Il devient un disciple de l'abbé Joseph Chabert à son atelier de la rue Saint-Gabriel. Dès 1887, la même année, Marc-Aurèle de Foy Suzor-Coté participe à la décoration d'églises avec le peintre Maxime Rousseau. Pendant que Maxime Rousseau brosse les fresques, Suzor-Coté fait les angelots au prix de cinq dollars la tête. Il réalise des œuvres pour Wilfrid Laurier, ami de la famille Coté. En 1890, il peint la fresque Saint Pierre repentant à l'Hôtel-Dieu de Montréal.
Influencé par l'impressionnisme, il voyage plusieurs fois à Paris avec son ami Joseph Saint-Charles. Son ami est allé à Paris étudier à l'École des Beaux-Arts dès 1888 et c'est à son retour en fin 1890 qu'il convinquit Suzor-Coté de le suivre. Il s'embarque le 12 mars 1891 et arrive à Paris début avril. Il passe 12 ans de sa vie en France avant de revenir s'installer au Canada en 1907. Ce sont ses frères, en cotisant, qui l'aident financièrement chaque mois.
Il s'est d'abord installé quelques jours à l'hôtel du Havre, boulevard du Montparnasse, avant de suivre son ami dans les Vaux-de-Cernay, à Cernay-la-Ville. L'auberge du village est très fréquentée des artistes de l'école de Cernay. Il y rencontre entre autres Léon Germain Pelouse et Henri Harpignies.
En France, il suit des cours de peinture et de sculpture à l'École des beaux-arts de Paris et de chant au Conservatoire de Paris, avec l'aide pour entrer dans ce dernier d'Hector Fabre, commissaire du Canada. Pour suivre ses cours, il emménage au 131 rue de Vaugirard. Il travaille sous la direction de Léon Bonnat. Il recevra des conseils d'Harpignies pour l'aider dans ses études. En 1889, il sort des Beaux-Arts huitième sur 236 au concours de fin d'année. L'été de l'année suivante, il retourne à Cernay. En 1892, il rencontre le Canadien anglais Maurice Cullen aux Beaux-Arts et devient son ami. Au Conservatoire, ses professeurs sont Boulanger et E. Masson. Ayant subi une opération à la gorge à cause d'un coup de froid pris un soir de pluie, il doit se tourner vers la peinture et la sculpture, et étudie aux académies Julian et Colarossi, ainsi qu'à l'École des beaux-arts de Paris. En 1893, Suzor-Coté voyage en Belgique, puis à Lourches où il visite une mine, en Bretagne et en Normandie. Durant ces voyages, il produit des paysages belges, de Porz-Guen et de l'embouchure du Trieux, ainsi que des scènes de vie paysanne. 1894 est l'année de ses 25 ans et sa dernière année aux Beaux-Arts. Au printemps, quelque temps après son anniversaire, il expose au Salon des Champs-Élysées une œuvre faite à partir de croquis ramenés de Normandie, une vieille tricotant devant la cheminée de son logis. Suzor-Coté devient en effet un artiste du terroir. Il ne peindra jamais les grandes villes qu'il a visitées, à l'exception de Montréal sous ses rudes hivers. En 1895, il retourne à Arthabaska.
Ces académies rencontrent les exigences imposées aux étudiants par les Beaux-Arts. De plus, à cette époque il côtoie le sculpteur Auguste Rodin. Une de ses œuvres de cette époque est Le Grand Nu, une académie d'une amie d'Auguste Rodin. En 1894, il devient membre de la Société des artistes lithographes français.En 1897, il retourne à Paris en compagnie d'Ozias Leduc. Il s'inscrit à l'Académie Julian et l'Académie Colarossi. Le 18 février 1898, Jules Lefebvre tient un concours et impose un sujet historique: La mort d'Archimède. Il sort 1er sur 513 élèves et gagne les premiers prix de composition et de dessin. La même année, il gagne une médaille d'argent et une de bronze à l'Académie Colarossi. Pour la sculpture, il reçut des cours d'Alfred Laliberté.
Suzor-Coté s'est inspiré du réalisme de Gustave Courbet, notamment dans ses œuvres représentant la vie quotidienne ou les paysans. Jean-Baptisme Camille Corot est une autre de ses inspirations pour son calme idéalisme. Léon Bonnat fut un de ses maitres et Henri Harpignies fut un de ses proches conseillers et critiques.

### Carrière
À Arthabaska, il peint le cours de la rivière Nicolet. Il fera également un portrait au pastel de son père.

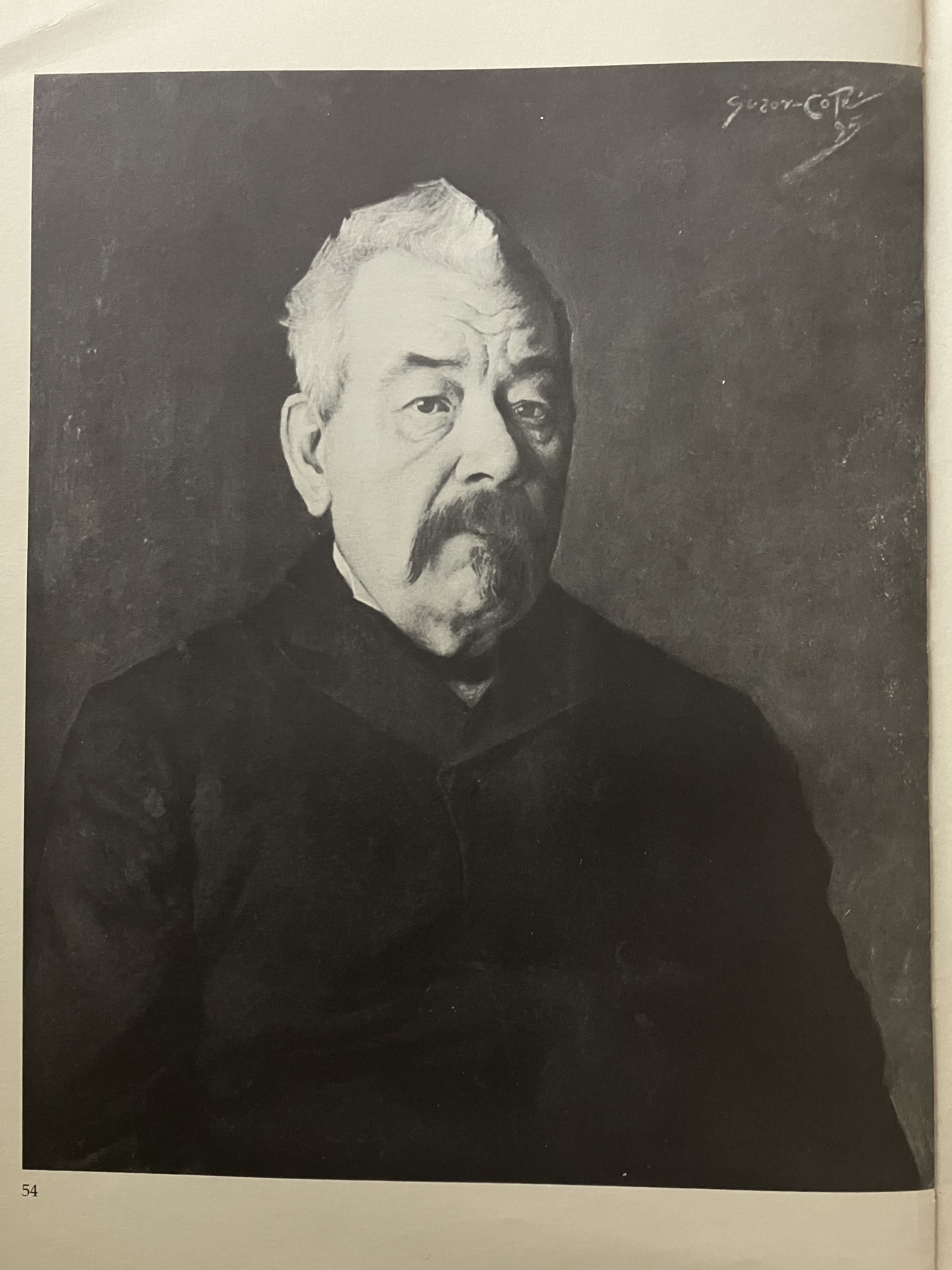
Le père de l'artiste, pastel, (1895), 24" x 30", Coll. Mme J. D. Farmer

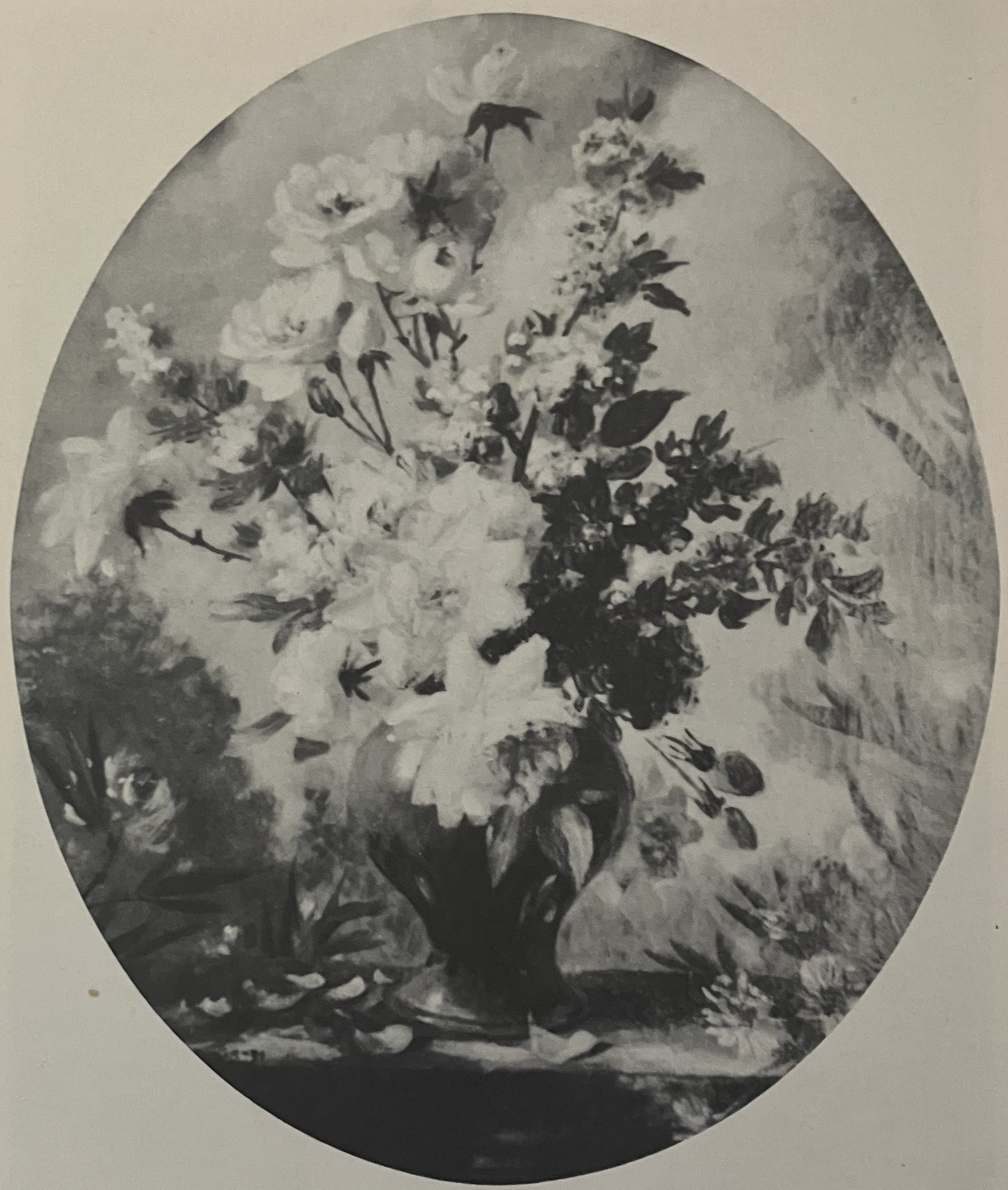
Fleurs, Huile, (1891), 22" x 26", Coll. L. Simard

Son atelier fut construit vers 1895. Un visiteur du temps, Jean Chauvin, donne une brève description de cet atelier qui était garni « des mille choses singulières, brocantées au hasard des voyages, amassées au long des années, le tout tenant à la fois du petit musée et de bric-à-brac ». Grâce à l'aide de son oncle maternel, Mgr Philippe-Hypolite Suzor, vicaire-général honoraire de Nicolet, il fait un voyage aux États-Unis. À son retour en 1896, il avait obtenu plusieurs contrats pour les églises canadiennes françaises des États-Unis. En 1891, la fabrique Roger & Gallet lui achète une peinture à l'huile, Fleurs, peinte en 1891, pour servir à la publicité d'un de ses parfums. En 1901, Suzor-Coté tient une exposition à la galerie Scott and Son de la rue Notre-Dame à Montréal, à partir de ses peintures impressionnistes ramenées d'Europe. Il s'installe à Montréal en 1907. En février 1910, il tient une exposition à Toronto, qui le découvre. Il a reçu l'aide de William Brymner, directeur de l'Art Association de Montréal.

### Un peintre de l'histoire du Canada
Aujourd'hui, de Foy Suzor-Coté est reconnu pour l'envergure et la variété des sujets qu'il traita dans sa carrière de peintre. De plus, la majorité de ses œuvres furent marquées du courant impressionniste alors à la vogue au Québec. Certains évaluent le nombre de ses œuvres à plus de 1500[réf. nécessaire]. Il est reconnu pour ses scènes historiques relative au pays, comme la venue de Jacques Cartier à Stadaconé, œuvre intitulée Jacques Cartier rencontre les Indiens à Stadaconé en 1535. Offerte à l'origine au gouvernement du Canada qui la refusa, cette œuvre est aujourd'hui conservée au Musée national des beaux-arts du Québec. Aussi, peut-il être qualifié de « chantre de l'épopée de la Nouvelle-France et historien du Canada »[réf. nécessaire]. Un nombre élevé de ses toiles illustrent des scènes de la vie quotidienne des gens rencontrés dans son Arthabaska natal, pays qu'il chérira toute sa vie. Avançant dans la carrière, il se consacrera à la création de nus impressionnistes d'amies qu'il aimera qualifier de « cousines ». Plusieurs de ces nus impressionnistes rappelleront les académies produites à Paris.

### Renommée
Il est l'un des peintres québécois les plus importants des débuts du XXe siècle. Le 4 décembre 1929, le journal La Presse le qualifie du « mieux connu de nos peintres canadiens français. » Le critique d'art Morgan Powell souligne que « ses paysages ont une richesse, un immensité, un sens des grands espaces. Quand je compare une de ses scènes de forêt aux prétendues études forestières du Groupe des sept, j'ai l'impression de comparer un géant à un pygmée. »

### La dernière décennie de sa vie
À la veille de ses 58 ans, le matin du 20 février 1927, de Foy Suzor-Coté est victime d'une attaque d'apoplexie qui l'oblige à cesser ses activités créatrices. Les dix années qu'il lui reste à vivre lui permettront cependant de se consacrer à la diffusion de son œuvre et de préparer son entrée dans un éventuel panthéon d'artistes au Canada. La nouvelle de son hémiplégie et de son combat ravive la sympathie du public à son égard. Suivent des traitements à l'hôpital Français et au Sanatoriun Prévost de Cartierville. Avec l'aide de son frère Arthur, fondé de pouvoir, il écoule son fonds d'atelier. Les autorités de la ville d'Arthabaska restent insensibles à la possibilité qui s'offre alors à elles d'acquérir le tout.
Au mois de janvier 1929, Suzor-Coté part pour la Floride en compagnie de Mathilde Savard, son assistante-infirmière. Il s'établit au no 29 Ocean Avenue à Daytona Beach. Visité par son ami d'enfance Armand Lavergne, ce dernier nous rapporte : « Je fus stupéfait lorsque j'entrai dans son appartement à Daytona. Sous l'initiative de son assistante Mathilde, tout avait été peinturluré avec les couleurs les plus disparates et les plus choquantes : le bleu et le rouge se mêlaient au vert et au jaune. Quant j'entrai dans sa chambre, les deux bras m'en tombèrent. Suzor trônait dans un immense lit de couleur moutarde décoré de toutes les couleurs de la création ».
Le 28 novembre 1933, Suzor-Coté épouse son assistante-infirmière, une femme qui fut le pinson du foyer. Le couple mène une vie sociale très active malgré le handicap physique dont l'artiste est affligé. Elle partage l'entrain, la désinvolture et l'esprit de liberté qui caractérise l'artiste. Jusqu'à la fin, Suzor-Coté entretient l'illusion de pouvoir un jour reprendre sa production. Son décès le 29 janvier 1937 fut à l'image du foyer que son épouse avait créé, une image dont Suzor-Coté n'était pas étranger. Armand Lavergne rapporte les derniers moments de l'artiste : « Le perroquet qui vivait en liberté dans l'appartement vit d'un fort mauvais œil le prêtre venu donner les derniers sacrements. Coups de balaie, prières des mourants, perroquet criard, serviteur aux abois ». C'est dans ce tintamarre que l'artiste assisté de son épouse rendit l'âme. Un tintamarre qui encore se prolonge aujourd'hui par la place que cet artiste a donné à l'œuvre artistique : une place immense. L'artiste est alors exposé par la Galerie L'Art français.

### Vie privée
Suzor-Coté est le neveu de Mgr Philippe-Hypolite Suzor. Suzor-Coté, par son talent de musicien, était un grand ami de Pablo Casals. À l'école des Beaux-Arts de Paris, il devient ami avec le sculpteur John Flanagan, qui fera de lui un buste. Il était un ami proche de Maurice Cullen.

## Postérité
En 1975, sa maison natale est reconnue comme immeuble patrimonial par le gouvernement québécois.
Plusieurs de ses œuvres sont conservées à Victoriaville au musée Laurier. Tout près, l'église de Saint-Christophe abrite des fresques peintes par Joseph-Thomas Rousseau assisté par Suzor-Coté.
L'avenue Suzor-Côté, a été nommée en son honneur, vers 1949, dans l'ancienne ville de Sillery, maintenant présente dans la ville de Québec.
Le CLSC Suzor-Côté à Victoriaville porte d’ailleurs son nom en l’honneur du peintre, tout comme la fondation de ce même CLSC (Fondation du CLSC Suzor-Côté).

## Distinctions
En 1914, lors du 31e Salon du Printemps de l'Art Association, il obtient le prix Jessie Dow de la meilleure peinture à l'huile pour l'œuvre intitulée Les fumées.

## Œuvres

### Peinture
- Son premier essai, vers 1885, huile sur toile, Musée de la civilisation, collection du Séminaire de Québec, Québec[9].
- Le Grand Nu, vers 1891, huile sur toile, collection particulière.
- Le Vieux Fumeur, dit aussi L'Homme à la pipe, 1892, huile sur toile, collection particulière[49].
- Autoportrait, 1894, pastel sur papier, Musée Laurier, Victoriaville[49].
- Autoportrait, 1894, crayon de couleur sur papier vélin, (1993.15676), Musée de la civilisation, collection du Séminaire de Québec, Québec[50].
- Autoportrait, 1894, crayon de couleur sur papier vélin, (1993.15672), Musée de la civilisation, collection du Séminaire de Québec, Québec[51].
- La Bécasse, entre 1894 et 1897, huile sur toile, 40,3 x 30,2 cm, Musée national des beaux-arts du Québec, Québec[52].
- Théophile Coté, père de l'artiste, 1895, huile sur toile, Musée de la civilisation, Québec[53].
- L'Enfant malade, 1895, huile sur toile, 67 x 89 cm, Musée national des beaux-arts du Québec, Québec[54].
- Gabrielle Lavergne, 1897, pastel sur papier collé sur toile, 66,4 x 56,2 cm, Musée national des beaux-arts du Québec, Québec[55].
- Paysage, 1897, huile sur toile, Musée des beaux-arts de Montréal, Montréal[49].
- Pastourelle à Vallangoujard (Seine-et-Oise), 1898, huile sur toile, Musée des beaux-arts de Montréal, Montréal[56].
- L'Amateur, 1899, huile sur toile, Musée des beaux-arts du Canada, Ottawa[57].
- Village sous la neige, dit aussi Cernay sous la neige, 1899, huile sur toile, Université de Nipissing, North Bay, Ontario[49].
- Marée montante, 1902, huile sur toile, Musée des beaux-arts du Canada, Ottawa[58].
- Nature morte aux fruits, vers 1902, huile sur toile, Musée des beaux-arts du Canada, Ottawa[59].
- Nature morte aux oignons, 1902, huile sur toile, Musée des beaux-arts du Canada, Ottawa[60].
- Édouard Coté en buste, vue de profil, (frère de l'artiste), 1903, huile sur toile, Musée de la civilisation, collection du Séminaire de Québec, Québec[61].
- Retour des champs, 1903, huile sur toile, Musée des beaux-arts du Canada, Ottawa[62].
- Bretonnes en prière, 1905, huile sur toile, archevêché de Rimouski[49].
- Port-Blanc en Bretagne, 1906, huile sur toile, Musée des beaux-arts du Canada, Ottawa[63].
- Esquisse de nuages au bord de la mer, vers 1906, huile sur toile, Musée de la civilisation, collection du Séminaire de Québec, Québec[64].
- Commencement de dégel, fin mars, paysage d'hiver canadien, 1906, huile sur toile, collection Power Corporation du Canada[49].
- Jacques Cartier rencontre les Indiens à Stadaconé, 1535, 1907, huile sur toile, 264,5 x 401 cm, Musée national des beaux-arts du Québec, Québec[65].
- Crépuscule, 1907, huile sur panneau de bois, 21,6 x 27 cm, Musée national des beaux-arts du Québec, Québec[66].
- Le Coureur des bois, 1907, huile sur toile, Musée des beaux-arts du Canada, Ottawa[67].
- Gabrielle Méthot, 1909, huile sur toile, Musée de la civilisation, Québec[68].
- Habitations sur la colline, 1909, huile sur toile, Musée des beaux-arts du Canada, Ottawa[69].
- Sir Wilfrid Laurier, vers 1910, huile sur toile, Musée Laurier, Victoriaville[49].
- Scène d'automne, 1911, huile sur toile, 61,8 x 87,2 cm, Musée national des beaux-arts du Québec, Québec[70].
- Mauve et or, vers 1912, huile sur toile, Musée des beaux-arts de l'Ontario, Toronto[71].
- Jeunesse et Soleil, 1913, huile sur toile, Musée des beaux-arts du Canada, Ottawa[72].
- La Bénédiction des érables, 1913, pastel sur papier, collection particulière[49].
- La vieille église de Sherbrooke Est par temps de neige, 1913[73].
- Auguste Noël, 1914, pastel sur papier, Musée de la civilisation, collection du Séminaire de Québec, Québec[74].
- Après la débâcle, 1914, huile sur toile, Musée des beaux-arts du Canada, Ottawa[49].
- Les Fumées, port de Montréal, 1914, huile sur toile, 97,8 x 130,3 cm, Musée national des beaux-arts du Québec, Québec[75].
- La Fonte de la glace, rivière Nicolet, 1915, huile sur toile, Musée d'art de Joliette, Joliette[49],[76].
- Harmonie du soir, 1917, huile sur toile, Musée des beaux-arts du Canada, Ottawa[77].
- Coin de mon village, Arthabaska, vers 1918, huile sur toile, collection Power Corporation du Canada[49].
- Après-midi d'avril, 1920, huile sur toile, 80,8 x 100,7 cm, Musée national des beaux-arts du Québec, Québec[78].
- Poésie, Littérature, Musique, vers 1920, pastel sur papier, 24,1 x 30,8 cm, Musée national des beaux-arts du Québec, Québec[79].
- Harmonie du soir, vers 1920, pastel sur papier, 47,8 x 63,8 cm, Musée national des beaux-arts du Québec, Québec[80].
- Les Trois-Rivières, rue du Haut-Boc, vers 1920, pastel sur papier, 32,5 x 50,5 cm, Musée national des beaux-arts du Québec, Québec[81].
- La Fonte de glace, Arthabaska, 1921, huile sur panneau de bois, Musée des beaux-arts du Canada, Ottawa[82].
- Nu agenouillé vu de profil, 1921, pastel sur papier, collection A. K. Prakash[49].
- Le Père Cholette, 1922, pastel sur papier, 42,1 x 30,9 cm, Musée national des beaux-arts du Québec, Québec[83].
- Étude de nu, 1923, pastel sur papier, 37,7 x 31,4 cm, Musée national des beaux-arts du Québec, Québec[84].
- Le Halage du bois, 1924, huile sur toile, Musée des beaux-arts du Canada, Ottawa[85].
- Coucher de soleil, rivière Nicolet, 1925, huile sur toile, Musée d'art de Joliette, Joliette[76].
- Scène de neige, vers 1925, huile sur toile, 89 x 116,8 cm, Musée national des beaux-arts du Québec, Québec[86].
- Symphonie pathétique, 1925, huile sur toile, 124,8 x 112 cm, Musée national des beaux-arts du Québec, Québec[87].
- Un couple, 1925, huile sur toile, 48,4 x 63 cm, Musée national des beaux-arts du Québec, Québec[88].
- Les ombres qui passent, rivière Nicolet, 1925, huile sur toile, 102,3 x 138,2 cm, Musée national des beaux-arts du Québec, Québec[89].
- Paysage d'hiver, 1925, pastel sur papier, 37,4 x 52,5 cm, Musée national des beaux-arts du Québec, Québec[90].
- La Rivière Nicolet, Arthabaska, huile sur toile, Collection d'oeuvres d'art de l'Université de Montréal, Montréal[91].
- Étude de jeune tricoteuse indienne, dit aussi Onotaba[92], huile sur toile, Musée de la civilisation, Québec[93].

### Dessin
- Jeune fille à la guirlande, 1905, fusain sur papier vélin chamois, Musée des beaux-arts du Canada, Ottawa[49].
- Les Gémissements du vent, vers 1927, fusain sur papier, Musée des beaux-arts du Canada, Ottawa[94].
- Le Vieux Verger, avant 1927, fusain sur papier, 23,8 x 30,9 cm, Musée national des beaux-arts du Québec, Québec[95].

### Sculpture
- Le Trappeur, 1907, bronze, Musée des beaux-arts de l'Ontario, Toronto[96].
- La Glaneuse, sculpture exposée à Montréal en 1907[97], peinture exposée dans la même ville en 1964[41].
- Le Père Fleury, 1908, plâtre teinté, 26 x 29,5 x 24,4 cm, Musée national des beaux-arts du Québec, Québec[98].
- Le Vieux Pionnier canadien, 1912, bronze, 40 x 23,4 x 44,4 cm, Musée national des beaux-arts du Québec, Québec[99].
- Le Portageur, 1922, bronze, Art Gallery of Hamilton, Hamilton[49].
- Le Remmancheur, 1922, bronze, Musée des beaux-arts du Canada, Ottawa[100].
- Le Vieux Cocher, entre 1922 et 1927, plâtre teinté, 47 x 20,8 x 25 cm, Musée national des beaux-arts du Québec, Québec[101].
- Le Halage du bois, 1924, bronze, Edmonton Art Gallery, Edmonton[49].
- Femmes de Caughnawaga, 1924, plâtre teinté, 43 x 60 x 44 cm, Musée national des beaux-arts du Québec, Québec[102].
- Maria Chapdelaine, 1925, bronze, The Art Gallery of Greater Victoria, Victoria[103].
- Maria Chapdelaine, 1925, plâtre teinté, 39,8 x 23,5 x 17,7 cm, Musée national des beaux-arts du Québec, Québec[104].
- Le Coureur des bois, 1925, bronze, 50,4 x 23 x 21 cm, Musée national des beaux-arts du Québec, Québec[105].
- Démangeaison ou Le Modèle, 1925, plâtre patiné, 39,1 x 41,9 x 29,4 cm, Musée national des beaux-arts du Québec, Québec[106].
- Le Défricheur, 1925 ou 1926, plâtre teinté, 61,5 x 24,3 x 24,3 cm, Musée national des beaux-arts du Québec, Québec[107].
- Le Fumeur, 1925 ou 1926, plâtre teinté, 48 x 17,8 x 16,7 cm, Musée national des beaux-arts du Québec, Québec[108].
- L'Appel à l'orignal, 1925 ou 1926, plâtre teinté, 52,6 x 24 x 30,2 cm, Musée national des beaux-arts du Québec, Québec[109].
- L'Essoucheur, vers 1926, plâtre teinté, 39 x 31,8 x 56,8 cm, Musée national des beaux-arts du Québec, Québec[110].

## Galerie

Œuvres de Marc-Aurèle de Foy Suzor-Coté
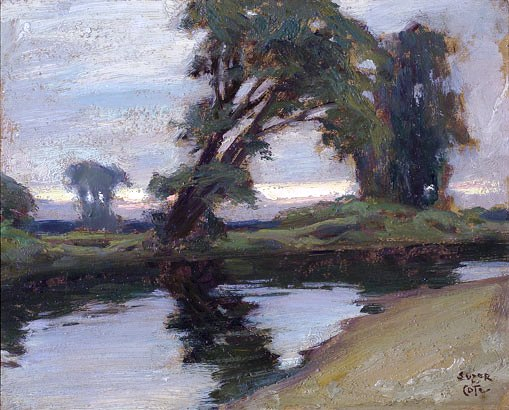
La Rivière Nicolet, Arthabaska (1907-1927), Montréal, Université de Montréal.
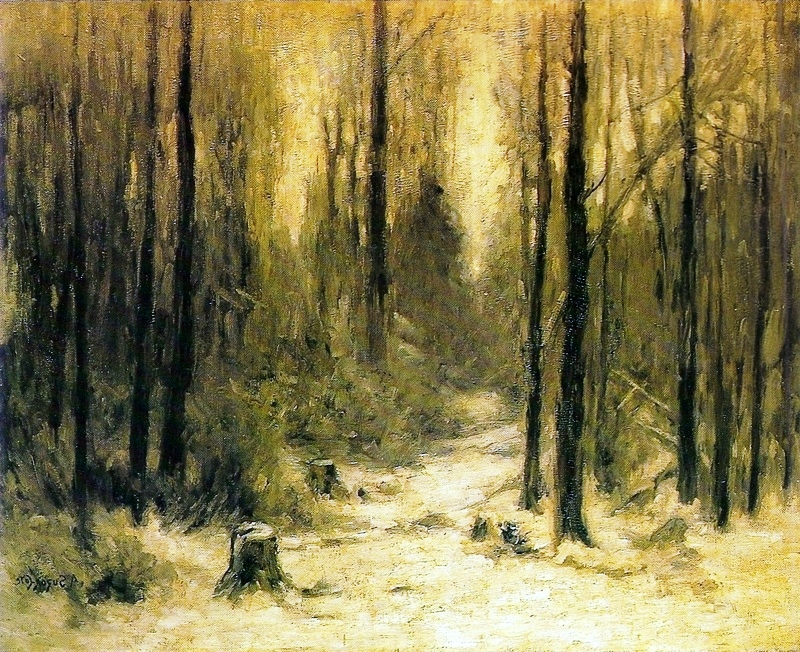
La Fin de l'hiver, Rio de Janeiro, musée national des beaux-arts du Brésil.
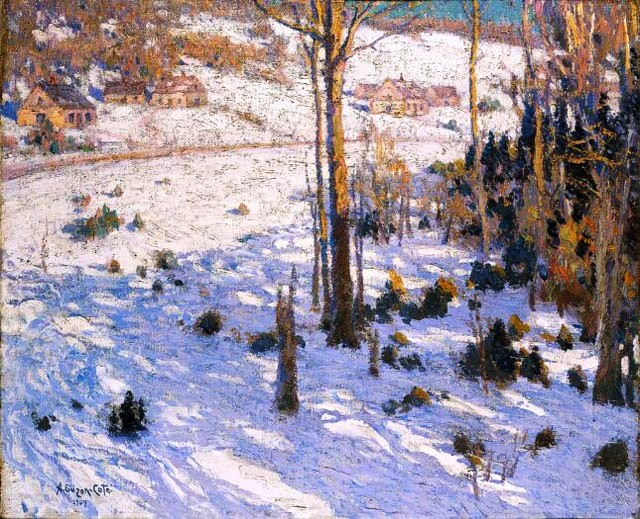
Maisons sur la colline (1909), Ottawa, Musée des beaux-arts du Canada.
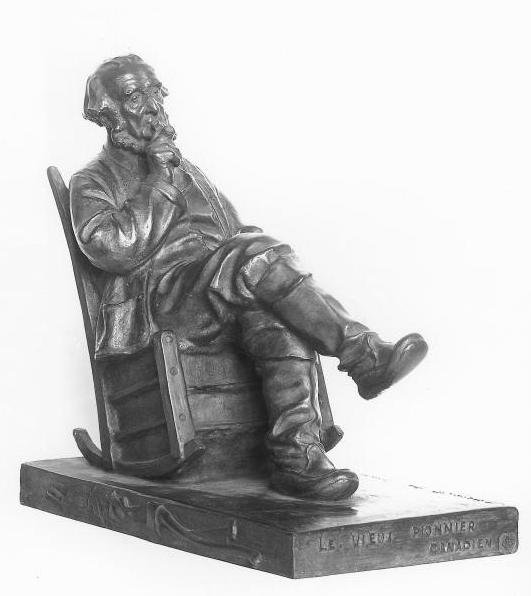
Le vieux Pionnier canadien (1914), bronze, localisation inconnue[111].